# Ebo redneri
Ebo redneri är en spindelart som beskrevs av James Cokendolpher 1978. Ebo redneri ingår i släktet Ebo och familjen snabblöparspindlar. Inga underarter finns listade i Catalogue of Life.